# Hemlock Grove
Hemlock Grove es una serie de televisión de terror y suspense estadounidense creada por Brian McGreevy y Lee Shipman, producida por Gaumont International Television para Netflix. Basada en la novela homónima de Brian McGreevy, la serie fue lanzada el 27 de marzo de 2012. La serie fue estrenada el 19 de abril de 2013, con los 13 episodios disponibles para su visualización en línea. La serie tiene lugar en Hemlock Grove, una ciudad ficticia en Pensilvania y está protagonizada por Famke Janssen, Bill Skarsgård y Landon Liboiron.
El 19 de junio de 2013, Netflix renovó Hemlock Grove para una segunda temporada de diez episodios, que fue estrenada el 11 de julio de 2014.
El 2 de septiembre de 2014, la serie fue renovada para una tercera y última temporada compuesta por diez episodios. Netflix la plataforma de streaming anuncia que la serie continuara hasta el día 22 de octubre de 2022

## Argumento
La serie está ambientada en Hemlock Grove, Pensilvania, una ciudad que mezcla la riqueza y la pobreza extremas después de que el cierre de la planta siderúrgica de la ciudad hiciera que muchos perdieran sus puestos de trabajo, dejando como principales fuentes de empleo al Instituto de Tecnologías Biomédicas Godfrey y el Hospital Hemlock Acres. Al frente del instituto —que se rumorea realiza experimentos siniestros— se encuentra la imponente Olivia Godfrey, mientras que al frente del hospital se encuentra el doctor Norman Godfrey, hermano del fallecido esposo de Olivia.

### Primera temporada
Tras el brutal asesinato de una chica encontrada cerca de la antigua planta siderúrgica, en Hemlock Grove comienza una caza desesperada del culpable. Peter Rumancek, un chico de diecisiete años gitano y recién llegado es, a ojos de todos, el principal sospechoso de los asesinatos. Peter une fuerzas entonces con Roman Godfrey, el primogénito de la familia más rica del pueblo, para resolver el misterio. Mientras que la amistad entre los chicos está mal vista puesto que sus familias siempre han estado en disputa, ellos descubrirán sus verdaderas naturalezas.

### Segunda temporada
Tras la muerte de Letha y Christina, Peter y Roman deben enfrentarse a una sorprendente verdad sobre sus familias y ellos mismos, mientras emerge una terrible y poderosa criatura a la que deben hacer frente.

## Reparto
| Actor                          | Personaje          | Temporada  | Temporada  | Temporada |
| Actor                          | Personaje          | 1          | 2          | 3         |
| ------------------------------ | ------------------ | ---------- | ---------- | --------- |
| Famke Janssen                  | Olivia Godfrey     | Principal  | Principal  | Principal |
| Bill Skarsgård                 | Roman Godfrey      | Principal  | Principal  | Principal |
| Landon Liboiron                | Peter Rumancek     | Principal  | Principal  | Principal |
| Penelope Mitchell              | Letha Godfrey      | Principal  |            |           |
| Freya Tingley                  | Christina Wendall  | Principal  | Invitada   |           |
| Dougray Scott                  | Dr. Norman Godfrey | Principal  | Principal  |           |
| Kaniehtiio Horn                | Destiny Rumancek   | Recurrente | Principal  | Principal |
| Joel de la Fuente              | Dr. Johann Pryce   | Recurrente | Principal  | Principal |
| Nicole Boivin/Madeleine Martin | Shelley Godfrey    | Recurrente | Recurrente | Principal |

## Episodios
| Temporada | Temporada | Episodios | Episodios | Lanzamiento original  | Lanzamiento original  |
| --------- | --------- | --------- | --------- | --------------------- | --------------------- |
|           | 1         | 13        | 13        | 19 de abril de 2013   | 19 de abril de 2013   |
|           | 2         | 10        | 10        | 11 de julio de 2014   | 11 de julio de 2014   |
|           | 3         | 10        | 10        | 23 de octubre de 2015 | 23 de octubre de 2015 |

## Desarrollo

### Producción
En diciembre de 2011, se informó que Netflix y Gaumont International Television estaban ultimando un acuerdo para una serie de 13 episodios que llevaría por nombre Hemlock Grove. El proyecto fue anunciado oficialmente en marzo de 2012, con Eli Roth sirviendo como productor ejecutivo y director del episodio piloto. Deran Sarafian, firmó a mediados de marzo como productor ejecutivo y director de la serie, dirigiendo seis episodios.
Después de que McGreevy impulsara la idea de que la serie fuese filmada en el área de Pittsburgh, se esperaba que la producción comenzara a principios de junio de 2012 y finalizara en noviembre del mismo año, pero a mediados de mayo, Gaumont International Television sacó a Pensilvania en favor de la producción en el Cinespace Film Studios de Toronto. La decisión se produjo después de que la dirección de Gaumont tuviera un malentendido sobre cómo funcionaba el programa de crédito de Pensilvania. La filmación comenzó el 13 de julio de 2012 en Port Perry, Ontario, una pequeña ciudad a unos 63 kilómetros al noreste de Toronto que fue transformado para parecerse a la ciudad estadounidense de Hemlock Grove.
El presupuesto de la primera temporada fue de 45 millones de dólares.
La serie fue rodada en Toronto en el St. Clair and Yonge at the Deer Park United Church, en Hamilton en el Hamilton Cemetery. Las escenas en Hemlock Grove High School fueron filmadas en la Ursula Franklin Academy y Western Technical Commercial School en Toronto. También se filmó en el Parkwood Estate de Oshawa.

### Casting
En marzo, Netflix anunció que Famke Janssen y Bill Skarsgård protagonizarían la serie, Janssen como Olivia Godfrey y Skarsgård como su hijo, Roman Godfrey. A principios de abril de 2012, se reveló que Peter Rumancek sería interpretado por Landon Liboiron. El 4 de abril, Penelope Mitchell fue elegida como la prima de Roman, Letha Godfrey. Freya Tingley fue elegida como Christina Wendall el 10 de abril. El 12 de abril, Dougray Scott, fue anunciado como el Dr. Norman Godfrey, cuñado de Olivia y padre de Letha. El 2 de julio, Lili Taylor fue elegida como la madre de Peter Rumancek y Kandyse McClure fue elegida como la Dr. Chasseur. Aaron Douglas fue elegido como el Sheriff Sworn el 8 de julio. A finales de julio de 2012, Kaniehtiio Horn se unió al reparto como Destiny Rumancek.

### Música
La música de Hemlock Grove fue compuesta por Nathan Barr.